# UFC 145
UFC 145: Jones vs. Evans（ユーエフシー・ワンフォーティファイブ：ジョーンズ・バーサス・エヴァンス）は、アメリカ合衆国の総合格闘技団体「UFC」の大会の一つ。2012年4月21日、ジョージア州アトランタのフィリップス・アリーナで開催された。

## 大会概要
本大会ではジョン・ジョーンズとラシャド・エヴァンスによるUFC世界ライトヘビー級タイトルマッチが組まれた。
元ライト級キング・オブ・パンクラシストマキシモ・ブランコがUFCデビュー。

### カード変更
負傷などによるカードの変更は以下の通り。
- マット・ワイマン → ジョン・アレッシオ（第7試合）

## 試合結果

### プレリミナリーカード
第1試合 フェザー級ワンマッチ 5分3R
○  マーカス・ブリメージ vs.  マキシモ・ブランコ ×
3R終了 判定2-1（29-28、28-29、29-28）
第2試合 ウェルター級ワンマッチ 5分3R
○  クリス・クレメンツ vs.  キース・ウィスニエフスキー ×
3R終了 判定2-1（28-29、29-28、29-28）
第3試合 ライト級ワンマッチ 5分3R
○  マック・ダンジグ vs.  エフレイン・エスクデロ ×
3R終了 判定3-0（30-27、30-27、29-28）

### FX中継カード
第4試合 71.7kg契約ワンマッチ 5分3R
○  アンソニー・ヌジョクアニ vs.  ジョン・マクデッシ ×
3R終了 判定3-0（30-27、30-27、30-27）
※マクデッシの体重超過によりライト級から変更。
第5試合 ウェルター級ワンマッチ 5分3R
○  マット・ブラウン vs.  スティーブン・トンプソン ×
3R終了 判定3-0（30-27、30-27、29-27）
第6試合 ヘビー級ワンマッチ 5分3R
○  トラヴィス・ブラウン vs.  チャド・グリッグス ×
1R 2:29 肩固め

### メインカード
第7試合 ライト級ワンマッチ 5分3R
○  マーク・ボーチェック vs.  ジョン・アレッシオ ×
3R終了 判定3-0（30-27、30-27、29-28）
第8試合 フェザー級ワンマッチ 5分3R
○  エディ・ヤギン vs.  マーク・ホーミニック ×
3R終了 判定2-1（29-28、28-29、29-28）
第9試合 バンタム級ワンマッチ 5分3R
○  マイケル・マクドナルド vs.  ミゲール・トーレス ×
1R 3:18 KO（右アッパー→パウンド）
第10試合 ヘビー級ワンマッチ 5分3R
○  ベン・ロズウェル vs.  ブレンダン・シャウブ ×
1R 1:10 KO（左フック→パウンド）
第11試合 ウェルター級ワンマッチ 5分3R
○  ローリー・マクドナルド vs.  チェ・ミルズ ×
2R 2:20 TKO（パウンド）
第12試合 UFC世界ライトヘビー級タイトルマッチ 5分5R
○  ジョン・ジョーンズ vs.  ラシャド・エヴァンス ×
5R終了 判定3-0（49-46、49-46、50-45）
※ジョーンズが3度目の防衛に成功。

### 各賞
ファイト・オブ・ザ・ナイト： エディ・ヤギン vs. マーク・ホーミニック
ノックアウト・オブ・ザ・ナイト： ベン・ロズウェル
サブミッション・オブ・ザ・ナイト： トラヴィス・ブラウン
各選手にはボーナスとして65,000ドルが支給された。